# Robinson Helicopter
Robinson Helicopter Company es el mayor fabricante de helicópteros civiles de Estados Unidos. Su sede se encuentra ubicada en Zamperini Field en Torrance, California.

## Historia
La empresa fue fundada en 1973 por Frank Robinson, un exempleado de Bell Helicopter y la empresa de helicópteros Hughes. Desde la entrega de su primer helicóptero en 1979, Robinson Helicopter ha producido más de 8.000 aeronaves, este número fue alcanzado por un Robinson R44.
Robinson produce actualmente tres modelos: Robinson R22, Robinson R44 y Robinson R66. Los R22 de dos plazas, los R44 de cuatro y los R66 de cinco plazas.
Los R22 y los R44 utilizan motores Lycoming de émbolo prácticamente idénticos a los usados en aviones tales como Cessna 172.
Los R66 son propulsados por un turboeje Rolls-Royce RR300.